# Jim Borgman
James Mark Borgman (* 24. Februar 1954 in Cincinnati, Ohio) ist ein US-amerikanischer Comiczeichner und Karikaturist. 
Bereits am College begann Borgman politische Karikaturen zu zeichnen. Ab 1980 wurden seine Zeichnungen dann vom King Features Syndicate vertrieben. 1991 bekam er den Pulitzer-Preis für Karikatur. Von 1994 bis 1996 zeichnete er den surrealen Polit-Comic-Strip Wonk City für The Washington Post. Seit 1997 ist er der Zeichner von Zits. Die Idee dazu kam vom Comicautor Jerry Scott, der auch die Texte dazu liefert. Die Serie wurde ein weltweiter Erfolg und in 8 Sprachen übersetzt.

## Preise & Auszeichnungen (Auswahl)
- 1991: Pulitzer-Preis/Karikatur
- 1993: Reuben Award für politische Karikaturen